# Variabilité de la fréquence cardiaque
Pour les articles homonymes, voir HRV.

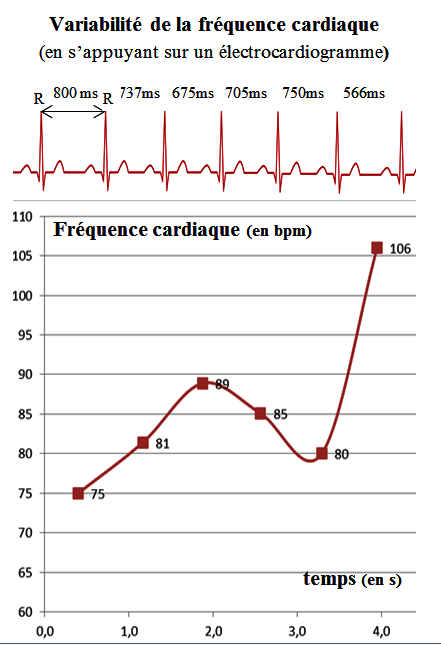
Même dans le cas d'un cœur sain, la durée des battements cardiaques (intervalle R-R en ms) est variable en permanence.
La fréquence cardiaque correspondant à chaque battement peut être exprimée en battements par minute (bpm, BPM) en utilisant la formule : 60 / durée en secondes du battement.
Ce qui permet ensuite de tracer le graphique de variabilité de la fréquence cardiaque en fonction du temps.

La variabilité de la fréquence cardiaque ou VFC (en anglais, heart rate variability ou HRV)  correspond aux variations des intervalles de temps entre les battements cardiaques (intervalles dits R-R).  La variabilité du rythme cardiaque (VRC) et l'arythmie sinusale respiratoire (ASR) sont des notions parfois utilisées au lieu de la VFC
La VFC est en relation avec le système nerveux autonome. Dans le cas d'un cœur sain, les variations de la fréquence cardiaque sont permanentes, tout en étant normales. La VFC constitue aussi un biomarqueur qui permet de suivre l'évolution de différents états de fatigue et de stress.

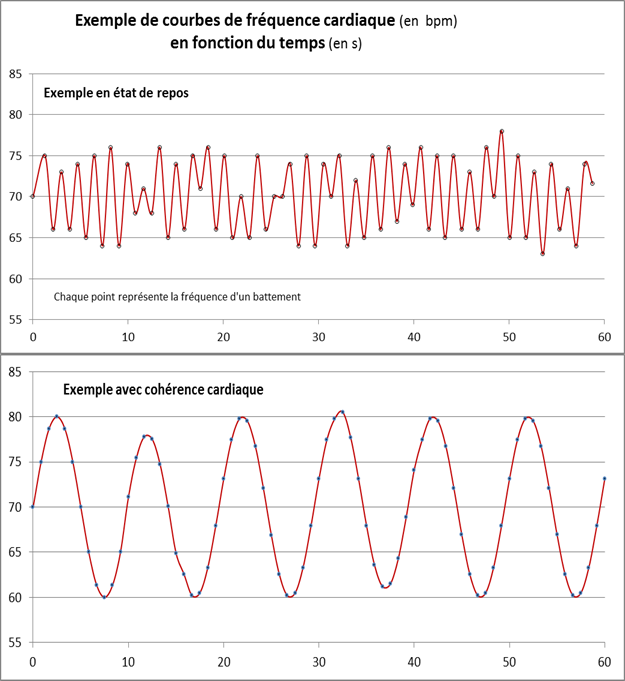
Les courbes ci-dessus montrent les variations de la fréquence cardiaque (variabilité cardiaque) dans 2 situations : la fréquence moyenne (pouls) est proche de 70 bpm dans les 2 cas ; la variabilité est moyenne (65-75 bpm) dans le 1er tracé et élevée (60-80 bpm) dans le 2e où la fréquence varie beaucoup plus régulièrement dévoilant un état de cohérence cardiaque. Dans la pratique, les logiciels de mesures font des analyses mathématiques (statistiques ou fréquentielles) pour fournir des informations plus précises. En particulier, les analyses fréquentielles permettent d’accéder à l’équilibre entre les systèmes nerveux sympathique (SNS) et parasympathique (SNP), la prédominance de ce dernier étant un signe de bonne santé.

## Aperçu historique
Les médecins et les scientifiques de la Grèce antique ont effectué la première mesure de la fréquence cardiaque (en prenant le pouls). Cependant, ce n'est qu'après l'invention de la "montre à pouls du médecin" en 1707 que les changements de cette fréquence ont pu être évalués avec précision. En 1733, le révérend Stephen Hales a été le premier à constater que le pouls variait en fonction de la respiration, tandis qu'en 1847, Carl Ludwig a enregistré pour la première fois l'arythmie sinusale respiratoire. Ce qui explique que l'ASR peut aussi être utilisée à la place de l'appellation VFC. Grâce à la mesure de l'ECG en 1895 et à l'avènement des techniques de traitement numérique des signaux dans les années 1960, l'étude de la fréquence cardiaque et de son lien avec la santé et la maladie a connu une forte progression.
Au début des années 1970, plusieurs chercheurs ont commencé à utiliser des techniques modernes de traitement numérique pour examiner la relation entre la régulation neuronale autonome et les subtils changements des ondes de pression artérielle et de la fréquence cardiaque. Depuis ces études pionnières, une multitude d'autres ont été menées. Aujourd'hui, il est évident que les changements rythmiques de la fréquence cardiaque reflètent les interactions complexes entre les fibres nerveuses parasympathiques (qui diminuent la fréquence cardiaque lorsqu'elles sont activées) et les fibres nerveuses sympathiques (qui augmentent la fréquence cardiaque lorsqu'elles sont activées).

## Définition

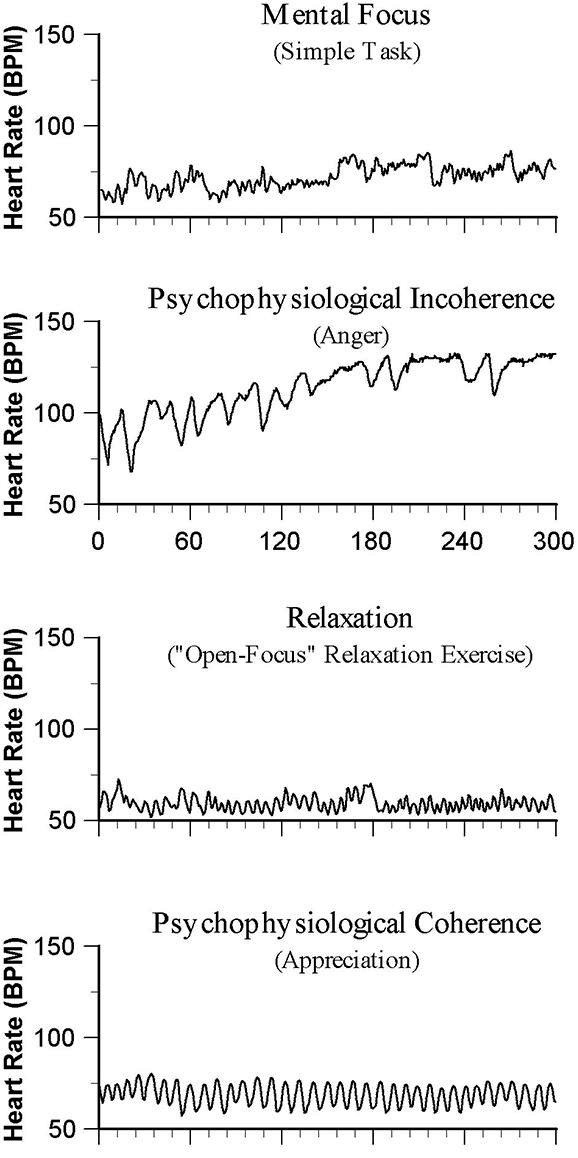
Courbes typiques de variabilité de la fréquence cardiaque pour différentes situations : concentration mentale, colère, relaxation, cohérence psychophysiologique (cohérence cardiaque). Note : heart rate = fréquence cardiaque.

La variabilité de la fréquence cardiaque (VFC) correspond à la fluctuation du rythme cardiaque entre deux battements successifs, et dépend principalement de la régulation externe de la fréquence cardiaque. Alors que la fréquence cardiaque moyenne (prise au pouls par exemple) peut demeurer stable, le temps séparant deux battements peut varier fortement, et sa valeur informative est donc plus importante. La VFC reflète la capacité d'adaptation du cœur aux changements, lui permettant de détecter et de répondre rapidement à des stimuli imprévisibles.

## VFC et système nerveux autonome
La variabilité de la fréquence cardiaque est une mesure simple et non invasive qui permet d'explorer l'influence du système nerveux autonome (SNA) sur le système cardiovasculaire. Cette dernière est étroitement liée à l'activité du SNA et à ses branches orthosympathique et parasympathique qui innervent le muscle cardiaque. L’orthosympathique ou encore appelé « sympathique » a un rôle excitateur, permettant d'augmenter le rythme et la force de contraction, tandis que le parasympathique a un rôle de frein vagal, ralentissant le rythme et la force de contraction. De plus, la VFC est également influencée par la pression artérielle et la respiration, et peut être considérée comme un indicateur des échanges d'information entre le SNA et le cœur. Un taux élevé de variabilité de la fréquence cardiaque serait associé à un niveau satisfaisant de santé physique et mentale.

## Domaines d'applications
Plusieurs méthodes ont été développées pour mesurer la variation entre chaque battement de manière à fournir des indicateurs de la régulation autonome du cœur, aussi bien pour les personnes en bonne santé que pour les malades.

### En sport
La variabilité de la fréquence cardiaque est étudiée pour observer les variations en millisecondes des intervalles entre les battements cardiaques. Elle est devenue un outil d'investigation clinique de la fatigue de plus en plus utilisé, notamment chez les athlètes. Les paramètres étudiés permettent d'appréhender indirectement la régulation de la fréquence cardiaque par le système nerveux autonome. La VFC est corrélée à différents états de fatigue et se révèle être un bon biomarqueur pour en suivre l'évolution,.

### En médecine

#### Cardiologie
La variabilité de la fréquence cardiaque est influencée par le mode de vie, l'activité physique, les habitudes alimentaires, le sommeil et le tabagisme. Une diminution de cette variabilité est associée à un risque accru d'événements cardiaques chez les adultes et constitue un facteur prédictif d'hypertension artérielle. Les modifications de la variabilité de la fréquence cardiaque causées par des facteurs de mode de vie précèdent le développement de troubles cardiovasculaires.

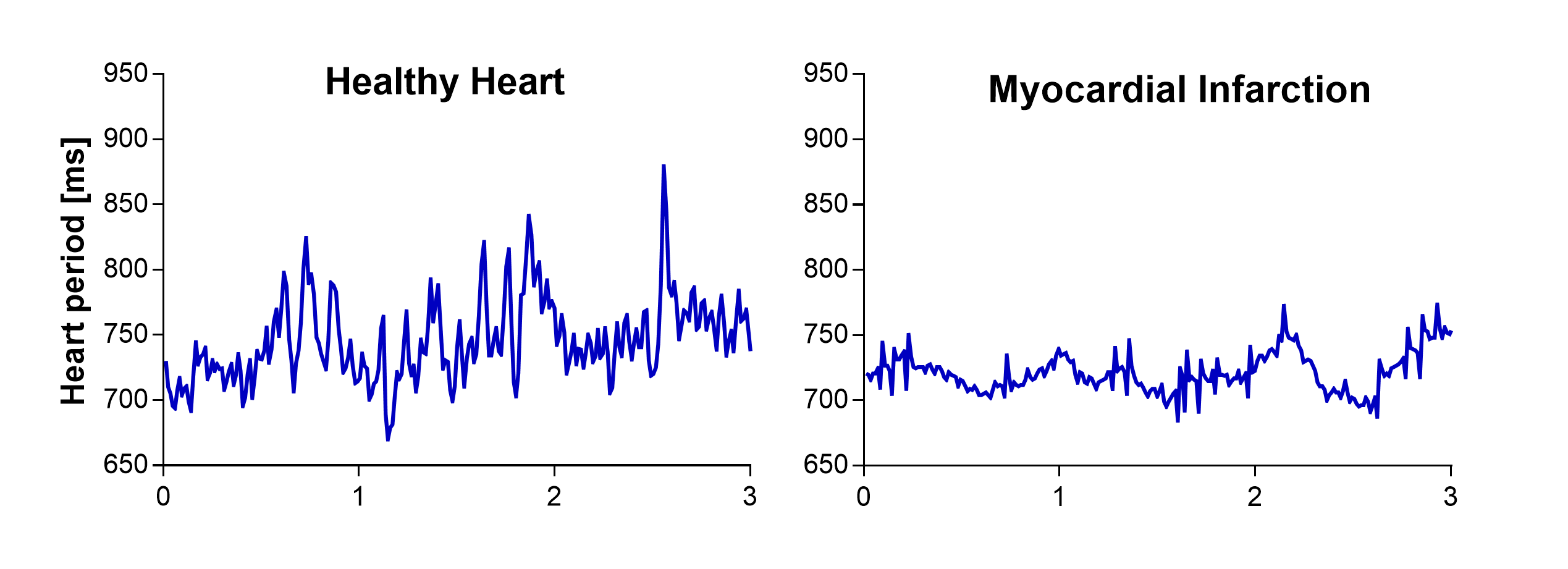
Exemple de courbes de variabilité de la fréquence cardiaque dans le cas d'un cœur normal et après un infarctus du myocarde.

#### Diabétologie
Une méta-analyse a étudié la relation entre le diabète de type 2 et la variabilité de la fréquence cardiaque. Cette dernière indique que la neuropathie cardiaque autonome est une complication fréquente du diabète de type 2, qui peut être mesurée par la VFC, dont on sait qu'elle est réduite dans ce cas. L'exercice physique peut améliorer cette dernière chez les personnes en bonne santé, mais les résultats sont controversés chez les personnes atteintes de diabète de type 2. Cette revue systématique et méta-analyse a évalué les effets de l'exercice physique sur la VFC chez les patients atteints de cette pathologie. L'entraînement physique a amélioré les paramètres de la VFC chez ces patients, ce qui peut refléter une amélioration de l'activité du système nerveux autonome. Le niveau de preuve était le plus élevé pour l'entraînement d'endurance, et un entraînement supervisé semble bénéfique.

#### Psychiatrie
La VFC est un indicateur de l'état fonctionnel du système nerveux autonome, qui reflète la variation de la fréquence cardiaque d'un battement à l'autre, résultant de l'interaction dynamique des systèmes nerveux sympathique et parasympathique. Lorsque le système nerveux autonome présente un dysfonctionnement, la VFC diminue, ce qui en fait un indice fiable de cette situation chez les personnes concernées. Une VFC anormale a été rapporté dans une série de troubles mentaux en particulier, les troubles dépressifs majeurs, la schizophrénie et l'état de stress post-traumatique, dont l'un des principaux symptômes est le dysfonctionnement cognitif.

## VFC et cohérence cardiaque
Le concept de cohérence cardiaque est apparu aux États-Unis vers les années 1995 et demeure encore peu connu en France en 2020. Il est maintenant connu que la fréquence cardiaque varie constamment. Cette variabilité (VFC) reflète efficacement la capacité du cœur à adapter son rythme en réponse aux stimuli internes et externes. La synchronisation de l'activité des systèmes sympathique et parasympathique produit un équilibre physiologique connu sous le nom de cohérence cardiaque. En modifiant notre rythme cardiaque, notamment en ajustant notre respiration, nous influençons le fonctionnement du cerveau et potentiellement notre état émotionnel.